# Saturn (sieć handlowa)
Saturn – niemiecka sieć marketów oferujących artykuły RTV i AGD, oprogramowanie oraz gry komputerowe, muzykę, filmy, telefony komórkowe i sprzęt oraz akcesoria fotograficzne. Wraz z Media Markt tworzy Holding Media-Saturn, należący do spółki handlu detalicznego Ceconomy, która została wydzielona z Grupy Metro w 2017 roku.
Według stanu na grudzień 2021 r. sklepów Saturn w Niemczech jest 137 i 2 w Luksemburgu. Sklepy Saturn w Austrii, Belgii, Grecji, Węgrzech, Holandii, Polsce, Rosji, Hiszpanii, Szwajcarii i Turcji zostały przemianowane na Media Markt, a we Włoszech na Media World.

## Charakterystyka marki
Na początku swojej działalności w latach 60. XX wieku Saturn zajmował się przede wszystkim systemami hi-fi. Obecnie w sklepach tej marki oferowane są: sprzęt RTV i AGD, elektronika użytkowa, oprogramowanie i sprzęt komputerowy, artykuły, akcesoria i sprzęt fotograficzny, artykuły telekomunikacyjne, a także filmy i gry komputerowe, muzyka oraz programy użytkowe.
Saturn mieści w swojej ofercie produkty należące do marek własnych, które najczęściej posiadają swoje odpowiedniki wśród droższych producentów. O dostępności cenowej asortymentu pochodzącego z marek Saturna świadczy filozofia marki – „więcej za mniej”. Obecnie, tj. w 2018 roku, istnieją cztery główne gałęzie: OK, KOENIC, PEAQ oraz ISY.

## Filozofia firmy
Marka Saturn kładzie nacisk na zaangażowanie pracowników na każdym szczeblu. Dyrektorzy sklepów są jednocześnie ich współwłaścicielami. Saturn miał w Polsce formę spółek komandytowych, co pozwalało sklepom na dużą swobodę działania i zarządzania. Autonomia ta dotyczyła również polityki zatrudniania, strategii asortymentowej i cenowej.
Funkcjonowanie poszczególnych sklepów jest wspierane przez biuro centralne, które zajmuje się przede wszystkim prowadzeniem kampanii marketingowych, a także pozyskiwaniem nowych miejsc, w których można byłoby rozwijać firmę.

## Działalność

### Niemcy
Saturn to marka powstała w Niemczech w roku 1961. Została założona przy Hansaring w Kolonii. Sklep w Kolonii działa do chwili obecnej i słynie w Europie z jednej z największych ofert płyt muzycznych. Aktualna siedziba Saturna, w której zarządza się wszystkimi sklepami marki mieści się w Ingolstadt. Kilka lat po otwarciu pierwszego sklepu podjęto decyzję o otwarciu kolejnego punktu we Frankfurcie. Sklep rozpoczął swoją działalność w 1985 roku, a jego sukces skłonił firmę do ekspansji nie tylko na terenie Niemiec, ale również na inne państwa Europie. W 2009 roku marka Saturn posiadała już sto sześć sklepów należących do sieci.
W 1990 roku doszło do połączenia przedsiębiorstw Saturn i Media Markt w jedno, ale z zastrzeżeniem pozostawienia dwóch osobnych marek (Saturn i Media Markt). Fuzja ta stała się początkiem kolejnych przekształceń firmy. Trzy lata później została powołana organizacja Media-Saturn-Holding, wyłoniona jako część holdingu Kaufhof. W 1996 roku holding ten został zintegrowany w grupę Metro.

### Polska

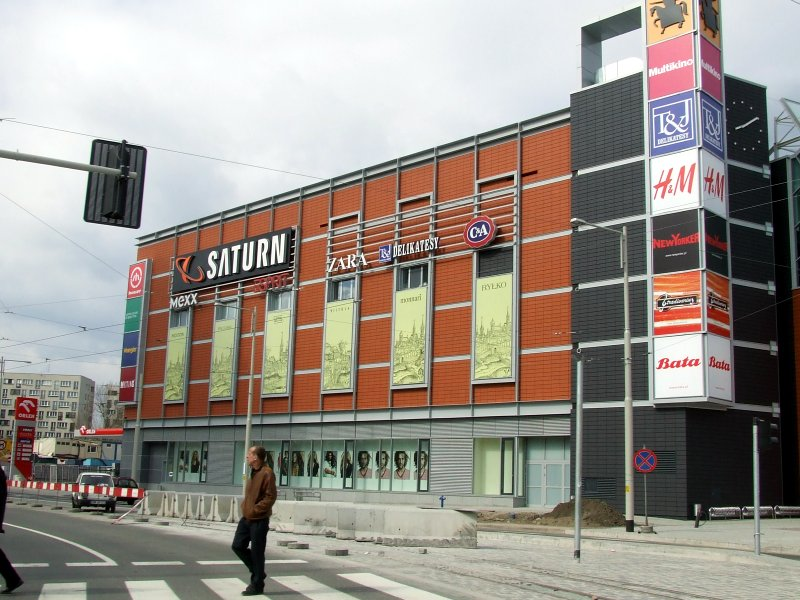
Saturn w Pasażu Grunwaldzkim (Wrocław)

Pierwszy sklep Saturna w Polsce został otwarty w Warszawie 20 października 2004 roku w Centrum Handlowym Arkadia. Wkrótce po tym sprzedaż rozpoczął kolejny w Centrum Handlowym Janki. Główna siedziba spółki mieściła się przy warszawskiej alei Krakowskiej.
Założeniem sieci było otwarcie w Polsce około 25 sklepów – od roku 2007 dążono do poszerzania działalności o 6 placówek. Do 2018 roku działały 22 punkty, z czego 13 zostało uruchomionych przed 2009 rokiem. Były one zlokalizowane w szesnastu miastach: Lubin (1 sklep), Lublin (1 sklep), Wrocław (2 sklepy), Bydgoszcz (2 sklepy), Łódź (2 sklepy), Kraków (3 sklepy), Warszawa (5 sklepów), Gdańsk (1 sklep), Gdynia (1 sklep), Katowice (1 sklep), Tychy (1 sklep), Poznań (2 sklepy), Szczecin (1 sklep).
W 2013 roku w Galerii Katowickiej powstał sklep Saturn Connect. Był on działem głównej marki Saturn z nastawieniem na profil specjalistyczny. Liczył około 200 m² powierzchni. W jego ofercie znaleźć można było przede wszystkim elektronikę użytkową: laptopy, smartfony, sprzęt fotograficzny, pulsomierze czy kamery przenośne, jak i akcesoria pasujące do oferowanych urządzeń. Rok później, 7 sierpnia, firma Saturn w porozumieniu z koncernem Samsung uruchomiła w Galerii Katowickiej Samsung Saturn Store oferujący produkty koreańskiego giganta z modułu Premium.
Klienci sklepów Saturn mieli możliwość skorzystania z oferty posprzedażnej zakładającej m.in. dostawę sprzętu i jego montaż. Marka udostępniała opcję poszerzenia gwarancji, uwzględniała zwroty zużytych urządzeń elektronicznych, prowadziła serwis naprawczy i oferowała wywoływanie zdjęć. Zakupy w sieci mogły odbywać się również za pośrednictwem sieci Internet w e-sklepie. Za kupna w sklepach brandu otrzymywano kody rabatowe i zniżki na zakup produktów firm partnerskich.
Saturn zdobył w Polsce liczne nagrody i wyróżnienia, m.in.: trzykrotnie Laur Konsumenta i jeden raz Godło Jakości Obsługi w 2011 roku.

#### Kampanie reklamowe
Głównym hasłem reklamującym sieć sklepów Saturn był slogan „Żer dla skner”. Po 3 latach działalności marki w Polsce rozpoczęła się kampania „Pokochaj technologię i bądź sknerą”. Miała ona na celu przede wszystkim wzmocnienie wizerunku sklepów, a także otwarcie się nowych miast na przyjęcie kolejnych sklepów. Reklama, która była emitowana w telewizji w 2007 roku została stworzona na podstawie niemieckiego wzoru. Projektem kierowała Daria Perzyna – manager ds. reklamy marki Saturn. Jedna z kolejnych kampanii marki Saturn miała miejsce dwa lata później z okazji piątej rocznicy istnienia tej sieci w Polsce. Hasłem promującym akcję był slogan: „Inwazja Okazji”. Spoty były prezentowane przez telewizję, radio, Internet i inne dostępne materiały. Promocja ruszyła 8 października 2009 roku.
Kampaniami reklamowymi marki Saturn zajmuje się grupa Young & Rubicam Brands. W 2010 roku przygotowany został nowy projekt pod hasłem: „Nie daj się wwwkręcić”. Kampania miała na celu ukazanie błędnego myślenia o tym, że kupowanie w Internecie jest tańsze. Saturn pokazywał, że do zakupów w sieci trzeba doliczyć koszty wysyłki i innych usług. W czasie trwania tej akcji sieć sklepów wprowadziła darmową dostawę zamawianych przez klientów towarów. Marka dołącza się do stron internetowych, które porównują ceny i umożliwiają wybór najatrakcyjniejszych ofert.
W listopadzie 2011 roku Saturn promował kolejną kampanię reklamową z okazji 50-lecia obecności na europejskim rynku. Hasłem przewodnim było: „50 rat na 50 lat”. Celem tej akcji było odnowienie wizerunku firmy. W ramach promocji związanej z 50-leciem marki obowiązywały raty 0%. W 2012 roku marka Saturn odeszła od sloganu, z którym kojarzyła się niemal od początku swojej obecności na rynku w Polsce. Hasło „Żer dla skner” zostało zastąpione bardziej innowacyjnym i nowoczesnym – „Technologia tak ma!”. W poprzedniej kampanii „Żer dla skner” opierano się na wizerunkach młodych osób, które w sposób drapieżny, a zarazem namiętny ukazywały swoje pożądanie wobec reklamowanego sprzętu. Nowe hasło stało się nie tylko łagodniejsze w swoim wyrazie, ale również zaczęło nawiązywać do profesjonalizmu i nowoczesnej technologii, którą określa się marka Saturn. Slogan „Technologia tak ma!” nawiązuje również bezpośrednio do niemieckiego odpowiednika: „Sooo! Muss Technik!”.
Rok później powstała kampania, w której występujące w spotach postaci piszczały na widok niezwykłej technologii nowoczesnych sprzętów. Hasłem akcji było: „Ceny w dół! Będziesz piszczeć. Totalna wyprzedaż!”. W tym samym roku Orange Polska i Media Saturn Holding Polska podpisały umowę, dzięki której w sklepach Saturn można skorzystać z usług Orange, między innymi: podpisać umowę czy też aktywować konto. Umożliwia to także nabycie w niższych cenach sprzętu, np. laptopów, telewizorów itp. W 2014 roku podczas Mistrzostw Świata w Piłce Nożnej klienci Saturna mogli zwrócić lub wymienić telewizor, który zakupili do 11 czerwca. Promocja trwała pod hasłem „Możesz zwrócić telewizor po mistrzostwach!”.
Kolejna zmiana głównego sloganu marki Saturn nastąpiła w 2015 roku. Wówczas wprowadzono hasło: „Saturn radzi – myśl technologicznie”. W spotach reklamowych pokazywano dwie metody wykonywania zdjęć ślubnych – tradycyjną i nowoczesną z wykorzystaniem drona. Najnowsza kampania reklamowa wykorzystuje wizerunek Wojciecha Manna i Marcela Borowca. Oboje odgrywają role doradców klientów, jednak mających zupełnie inny temperament. WojTech reprezentuje postawę spokojną i zdystansowaną, zaś iReneusz jest przedstawicielem młodego pokolenia nastawionego na nowoczesność i technologie. Dzięki zderzeniu dwóch odmiennych stanowisk marka Saturn jest ukazywana jako odpowiadająca na potrzeby każdego człowieka, niezależnie od wieku i doświadczenia życiowego.

#### Wycofanie marki z polskiego rynku
W maju 2018 do informacji publicznej podana została wiadomość o rozpoczęciu procesu wcielania marki Saturn do sieci Media Markt. Fuzja miała objąć sklepy zlokalizowane na terenie Polski.
Prezes MediaMarkt Saturn Polska, Marcin Rosati, wypowiedział się o tej decyzji następująco:

Obie nasze marki zyskały zaufanie polskich konsumentów, o czym świadczą chociażby wysokie pozycje w badaniach konsumenckich i rankingach. Obserwując sytuację na rynku uznaliśmy, że nadszedł czas, aby wykorzystać ten atut i połączyć siły obu brandów. MediaMarkt jest obecny w Polsce już od 20 lat, a więc znacznie dłużej niż Saturn. Dlatego postawiliśmy na markę, która jest najsilniej zakorzeniona w świadomości Polaków.

Zgodnie z powyższymi zamierzeniami, punkty usługowe Saturna przez okres około 4 miesięcy stopniowo zastępowano oddziałami Media Markt.
1 października 2018 roku został zamknięty sklep internetowy marki Saturn. Był to ostatni etap usuwania z polskiego rynku tej marki Metro AG.
Obecnie wszystkie 22 sklepy byłej sieci Sklep Saturn znajdujące się na terenie Polski działają pod szyldem Media Markt.